# Gustav Michahelles

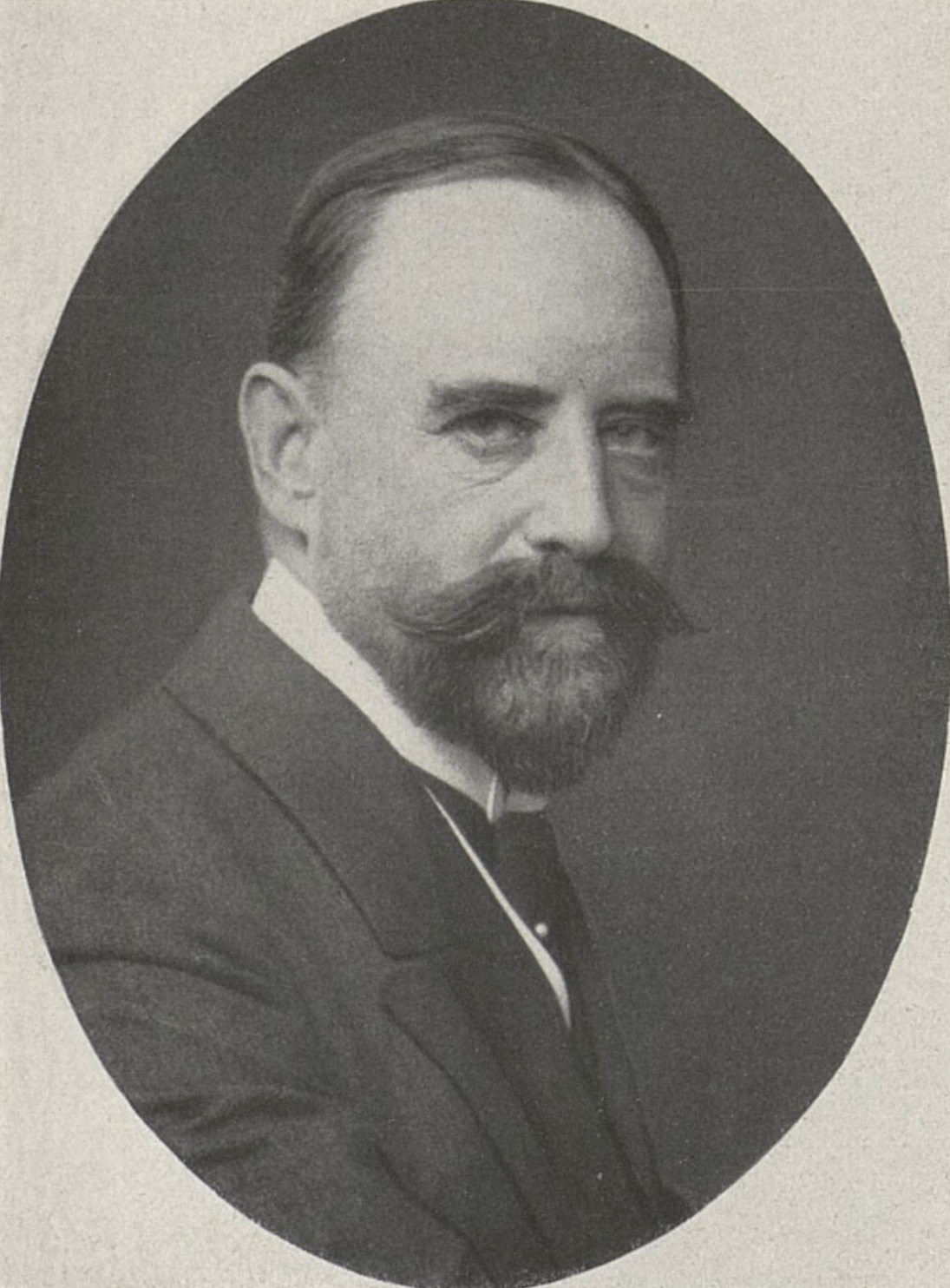
Gustav Michahelles (ca. 1916)

Christian Gustav Michahelles (* 28. Juli 1855 in Hamburg; † 29. Oktober 1932 in Dresden) war ein Diplomat und Geheimer Rat, der als Gesandter die Interessen des Deutschen Kaiserreichs in mehreren Ländern vertrat.

## Leben

### Konsul in Sansibar
Michahelles studierte Rechtswissenschaft an der Ruprecht-Karls-Universität. Mit Otto Ehrenfried Ehlers und Friedrich Sthamer wurde er 1876 im Corps Vandalia Heidelberg aktiv. Nach der Promotion zum Dr. iur. trat er 1882 in den Auswärtigen Dienst. 1889 wurde er als Nachfolger von Otto Arendt Konsul und Generalkonsul in Sansibar. In dieser Funktion kritisierte er den zwischen 1888 und 1891 amtierenden Reichskommissar von Deutsch-Ostafrika Hermann von Wissmann und bezeichnete dessen Herrschaftszeit als „Militärdiktatur“. Zugleich setzte er sich für eine bessere personelle Ausstattung der Stationen der Deutsch-Ostafrikanischen Gesellschaft (DOAG) ein und verfasste Lageberichte für Reichskanzler Otto von Bismarck und das spätere Reichskolonialamt über Barghasch ibn Said, den Sultan von Sansibar, und den zwischen 1888 und 1890 eskalierenden Aufstand der ostafrikanischen Küstenbevölkerung. Dabei riet er vom Einsatz einheimischer Askaris zur Niederschlagung des Aufstandes ab, da diese seiner Ansicht nach nur mit viel militärischer „Erziehungsarbeit“ und Strenge sowie ständiger Aufsicht durch deutsche Offiziere zu einer richtigen Truppe zu formen seien.
1892 erfolgte seine Ernennung zum Konsul in Triest, ehe er anschließend 1893 als Wirklicher Legationsrat und Vortragender Rat Verwendung im Auswärtigen Amt in Berlin fand.

### Ministerresident und Gesandter in Lateinamerika und Europa
1898 wurde er als Nachfolger von Heinrich Graf von Luxburg Ministerresident in Haiti und verblieb dort bis zu seiner Ablösung durch Alfred Leopold Robert Moritz Pelldram im Jahr 1900. Im Anschluss erhielt er 1901 als Nachfolger des langjährigen Ministerresidenten, Kapitän zur See Otto Zembsch, seine Akkreditierung als Ministerresidenten in Peru. Während seiner bis 1910 dauernden dortigen Amtszeit war er zugleich zwischen 1902 und 1904 sowie erneut 1906 zugleich außerordentlicher Gesandter und bevollmächtigter Minister in Bolivien.
1910 folgte er dem am 14. Juli 1909 verstorbenen Emmerich von Arco-Valley als Gesandter in Brasilien. Nach dreijähriger Tätigkeit wurde er dann 1913 Gesandter in Bulgarien, während Adolf Pauli neuer Gesandter in Brasilien wurde. 1915 vermittelte und unterzeichnete er den Freundschafts- und Bündnisvertrag mit Bulgarien, der dessen Kriegseintritt auf Seiten der Mittelmächte vorausging.
Zuletzt wurde Michahelles 1916 als Nachfolger von Alfred Graf von Oberndorff, der wiederum sein eigener Nachfolger als Gesandter in Bulgarien wurde, Gesandter in Norwegen und bekleidete dieses Amt bis zu seiner Ablösung durch Paul von Hintze 1917.
Nach dem Ersten Weltkrieg schied er aus dem diplomatischen Dienst aus und trat am 30. Januar 1919 als Partner in das in Hamburg ansässige Handelshaus Petersen & Co. ein. Durch seine Beziehungen nach Lateinamerika konnten durch das Unternehmen Handelsbeziehungen nach Brasilien, Peru und Ecuador geknüpft werden.
Am 9. Mai 1921 heiratete er Frida von Watzdorf (* 1876; † 1951).

## Hintergrundliteratur
- Norbert B. Wagner: Archiv des deutschen Kolonialrechts. Brühl/Wesseling 2008.[13]
- Barbara Köfler, Walter Sauer: Scheitern in Usambara. Die Meyer-Baumann’sche Expedition in Ostafrika 1888. In: Wiener Geschichtsblätter. 53 (1998/1), S. 1–25.
- Klaus Richter: Deutsch-Ostafrika 1885 bis 1890: Auf dem Weg vom Schutzbriefsystem zur Reichskolonialverwaltung. Ein Beitrag zur Verfassungsgeschichte der deutschen Kolonien. 2000.